# كهرسلبية

رسم تخطيطي يمثل مركز الثنائيات لمجموع كهرسلبية كل ذرة من رابطة تساهمية لجزيء H2O.

الكهرسلبية أوالسالبية الكهربائية هي مقياس لمقدرة الذرة في الجزيء التساهمي على جذب الإلكترونات في الروابط الكيميائية. وتعتمد نوعية الرابطة المتكونة اعتمادا كبيرا على الفرق في السالبية الكهربية بين الذرات الداخلة فيها. تقوم الذرات المتشابهة في السالبية الكهربية «بسرقة» الإلكترونات من بعضها البعض والذي يرجع لما يسمى «مشاركة» وتكون رابطة تساهمية. ولكن لو كان هذا الفرق كبير سينتقل الإلكترون إلى أحد الذرات وتتكون رابطة أيونية. إضافة إلى ذلك في حالة أن أحد الذرات تقوم بسحب الإلكترونات بقوة أكبر قليلا من الأخرى فإنه تتكون رابطة تساهمية قطبية زوط.
ويتم استخدام مقياسين مشهورين للسالبية الكهربية، مقياس باولنج (تم اقتراحه عام 1932) ومقياس مولكين (تم اقتراحه عام 1934). كما يوجد اقتراح آخر يسمى مقياس ألفريد-روشو.

## مقياس باولنج
تم اقتراح مقياس باولنج بواسطة العالم لينوس باولينج عام 1932. وفي هذا المقياس يكون عنصر الفلور هو أعلى العناصر في السالبية الكهربية حيث تبلغ 3.98، بينما أقل العناصر سالبية كهربية هو الفرنسيوم لان الفرنسيوم مشع وله قيمة تبلغ 0.7 ويقاربه في ذلك أيضاً عنصر السيزيوم، والعناصر الباقية تتراوح قيمها بين هاتين القيمتين. ويكون الهيدروجين له قيمة سالبية كهربية  تساوى 2.1 أو 2.2.
وكقاعدة عامة يكون نوع الرابطة بين ذرتين رابطة أيونية في حالة أن يكون الفرق في السالبية الكهربية بينهما أكبر من أو مساويا 1.7. وعندما يكون الفرق في السالبية الكهربية أقل 1.7 فتعتبر رابطة تساهمية قطبية، وعندما يكون الفرق أقل من 0.4 تعتبر الرابطة تساهمية غير قطبية، وعندما يكون الفرق مساويا للصفر فإن الرابطة تكون رابطة تساهمية نقية، كما في الجزيئات مثل O2، F2، Cl2.

## مقياس مولكين
يتم حساب الأرقام في مقياس مولكين بعمل متوسط لجهد التأين والألفة الإلكترونية. وعلى هذا يتم التعبير عن السالبية الكهربية مباشرة بوحدات الطاقة، وعادة ما تكون بالإلكترون فولت حيث أنها وحدة صغيرة مناسبة للتعامل مع الذرات. وتم اقتراحها في عام 1934 عن طريق روبرت إس مولكين.

## اتجاه السالبية الكهربية
يوضح الجدول الدوري مقادير الكهرسالبية للعناصر، لاحظ أن الفلور له أكبر قيمة 3.98 في حين أن للفرنسيوم وللسيزيوم أقل قيمة 0.7 . ولأن الغازات النبيلة لاتتفاعل في الغالب، ولا تكوّن مركبات، لذا لا يتضمن الجدول الدوري القيم الكهرسالبية للهيلوم والنيون والأرجون.و مع ذلك تتحد الغازات النبيلة الكبيرة - ومنها النيون - مع الذرات التي لها قيم كهرسالبية عالية مثل الفلور.
لكل عنصر كيميائي سالبية كهربية مميزة تتراوح بين صفر - 4 على مقياس باولنج. الفلور هو أعلى العناصر في السالبية الكهربية، بينما أقل العناصر سالبية كهربية من بين العناصر المستقرة هو سيزيوم
- . السالبية الكهربية:-

1-في المجموعة: كلما اتجهنا من أعلى إلى اسفل قلت السالبية الكهربية وزاد الحجم الذري؛ لذلك تتنافر الكترونات مستوى الطاقة الأخير لضعف النواة على جذبها نحوها. وعلى هذا فإن أكثر العناصر سالبية كهربية هي العناصر الموجودة في أعلى الجدول، وأقلها سالبية أسفل الجدول.
2-في الدورة: كلما اتجهنا من اليسار إلى اليمين زادت السالبية الكهربية وقل الحجم الذري؛ لذلك تقدر النواة على جذب الكترونات غلاف التكافؤ نحوها.
وعلى هذا فان أكثر العناصر سالبية كهربية هي العناصر الموجودة في يمين الجدول، واقلها سالبية أيسر الجدول.
| ازدياد السالبية الكهربية → ازدياد طاقة التأين → تناقص نصف القطر الذري → | ازدياد السالبية الكهربية → ازدياد طاقة التأين → تناقص نصف القطر الذري → | ازدياد السالبية الكهربية → ازدياد طاقة التأين → تناقص نصف القطر الذري → | ازدياد السالبية الكهربية → ازدياد طاقة التأين → تناقص نصف القطر الذري → | ازدياد السالبية الكهربية → ازدياد طاقة التأين → تناقص نصف القطر الذري → | ازدياد السالبية الكهربية → ازدياد طاقة التأين → تناقص نصف القطر الذري → | ازدياد السالبية الكهربية → ازدياد طاقة التأين → تناقص نصف القطر الذري → | ازدياد السالبية الكهربية → ازدياد طاقة التأين → تناقص نصف القطر الذري → | ازدياد السالبية الكهربية → ازدياد طاقة التأين → تناقص نصف القطر الذري → | ازدياد السالبية الكهربية → ازدياد طاقة التأين → تناقص نصف القطر الذري → | ازدياد السالبية الكهربية → ازدياد طاقة التأين → تناقص نصف القطر الذري → | ازدياد السالبية الكهربية → ازدياد طاقة التأين → تناقص نصف القطر الذري → | ازدياد السالبية الكهربية → ازدياد طاقة التأين → تناقص نصف القطر الذري → | ازدياد السالبية الكهربية → ازدياد طاقة التأين → تناقص نصف القطر الذري → | ازدياد السالبية الكهربية → ازدياد طاقة التأين → تناقص نصف القطر الذري → | ازدياد السالبية الكهربية → ازدياد طاقة التأين → تناقص نصف القطر الذري → | ازدياد السالبية الكهربية → ازدياد طاقة التأين → تناقص نصف القطر الذري → | ازدياد السالبية الكهربية → ازدياد طاقة التأين → تناقص نصف القطر الذري → | ازدياد السالبية الكهربية → ازدياد طاقة التأين → تناقص نصف القطر الذري → | ازدياد السالبية الكهربية → ازدياد طاقة التأين → تناقص نصف القطر الذري → |
| ----------------------------------------------------------------------- | ----------------------------------------------------------------------- | ----------------------------------------------------------------------- | ----------------------------------------------------------------------- | ----------------------------------------------------------------------- | ----------------------------------------------------------------------- | ----------------------------------------------------------------------- | ----------------------------------------------------------------------- | ----------------------------------------------------------------------- | ----------------------------------------------------------------------- | ----------------------------------------------------------------------- | ----------------------------------------------------------------------- | ----------------------------------------------------------------------- | ----------------------------------------------------------------------- | ----------------------------------------------------------------------- | ----------------------------------------------------------------------- | ----------------------------------------------------------------------- | ----------------------------------------------------------------------- | ----------------------------------------------------------------------- | ----------------------------------------------------------------------- |
| المجموعة                                                                | 1                                                                       | 2                                                                       | 3                                                                       | 4                                                                       | 5                                                                       | 6                                                                       | 7                                                                       | 8                                                                       | 9                                                                       | 10                                                                      | 11                                                                      | 12                                                                      | 13                                                                      | 14                                                                      | 15                                                                      | 16                                                                      | 17                                                                      | 18                                                                      |                                                                         |
| الدورة                                                                  |                                                                         |                                                                         |                                                                         |                                                                         |                                                                         |                                                                         |                                                                         |                                                                         |                                                                         |                                                                         |                                                                         |                                                                         |                                                                         |                                                                         |                                                                         |                                                                         |                                                                         |                                                                         |                                                                         |
| 1                                                                       | H 2.20                                                                  |                                                                         |                                                                         |                                                                         |                                                                         |                                                                         |                                                                         |                                                                         |                                                                         |                                                                         |                                                                         |                                                                         |                                                                         |                                                                         |                                                                         |                                                                         |                                                                         | He                                                                      |                                                                         |
| 2                                                                       | Li 0.98                                                                 | Be 1.57                                                                 |                                                                         |                                                                         |                                                                         |                                                                         |                                                                         |                                                                         |                                                                         |                                                                         |                                                                         |                                                                         | B 2.04                                                                  | C 2.55                                                                  | N 3.04                                                                  | O 3.44                                                                  | F 3.98                                                                  | Ne                                                                      |                                                                         |
| 3                                                                       | Na 0.93                                                                 | Mg 1.31                                                                 |                                                                         |                                                                         |                                                                         |                                                                         |                                                                         |                                                                         |                                                                         |                                                                         |                                                                         |                                                                         | Al 1.61                                                                 | Si 1.90                                                                 | P 2.19                                                                  | S 2.58                                                                  | Cl 3.16                                                                 | Ar                                                                      |                                                                         |
| 4                                                                       | K 0.82                                                                  | Ca 1.00                                                                 | Sc 1.36                                                                 | Ti 1.54                                                                 | V 1.63                                                                  | Cr 1.66                                                                 | Mn 1.55                                                                 | Fe 1.83                                                                 | Co 1.88                                                                 | Ni 1.91                                                                 | Cu 1.90                                                                 | Zn 1.65                                                                 | Ga 1.81                                                                 | Ge 2.01                                                                 | As 2.18                                                                 | Se 2.55                                                                 | Br 2.96                                                                 | Kr 3.00                                                                 |                                                                         |
| 5                                                                       | Rb 0.82                                                                 | Sr 0.95                                                                 | Y 1.22                                                                  | Zr 1.33                                                                 | Nb 1.6                                                                  | Mo 2.16                                                                 | Tc 1.9                                                                  | Ru 2.2                                                                  | Rh 2.28                                                                 | Pd 2.20                                                                 | Ag 1.93                                                                 | Cd 1.69                                                                 | In 1.78                                                                 | Sn 1.96                                                                 | Sb 2.05                                                                 | Te 2.1                                                                  | I 2.66                                                                  | Xe 2.6                                                                  |                                                                         |
| 6                                                                       | Cs 0.79                                                                 | Ba 0.89                                                                 | Lu 1.27                                                                 | Hf 1.3                                                                  | Ta 1.5                                                                  | W 2.36                                                                  | Re 1.9                                                                  | Os 2.2                                                                  | Ir 2.20                                                                 | Pt 2.28                                                                 | Au 2.54                                                                 | Hg 2.00                                                                 | Tl 1.62                                                                 | Pb 2.33                                                                 | Bi 2.02                                                                 | Po 2.0                                                                  | At 2.2                                                                  | Rn                                                                      |                                                                         |
| 7                                                                       | Fr 0.7                                                                  | Ra 0.9                                                                  | Lr                                                                      | Rf                                                                      | Db                                                                      | Sg                                                                      | Bh                                                                      | Hs                                                                      | Mt                                                                      | Ds                                                                      | Rg                                                                      | Cn                                                                      | Nh                                                                      | Fl                                                                      | Mc                                                                      | Lv                                                                      | Ts                                                                      | Og                                                                      |                                                                         |
|                                                                         |                                                                         |                                                                         |                                                                         |                                                                         |                                                                         |                                                                         |                                                                         |                                                                         |                                                                         |                                                                         |                                                                         |                                                                         |                                                                         |                                                                         |                                                                         |                                                                         |                                                                         |                                                                         |                                                                         |

## اقرأ أيضا
- نصف تفاعل
- جهد قياسي
- تفاعل كيميائي
- طاقة حرة ثرموديناميكية
- اختزال
- كيمياء كهربية
- بطارية الرصاص
- تفكك كيميائي
- تفاعلات أكسدة-اختزال
- قطب قياسي للهيدروجين
- مثلث فان أركيل-كيتيلار